# Marcelo (ur. 1987)
Marcelo, właśc. Marcelo Antônio Guedes Filho (ur. 20 maja 1987 w São Vicente) – brazylijski piłkarz występujący na pozycji obrońcy we australijskim klubie Western Sydney Wanderers FC.

## Kariera klubowa

### Santos FC
Marcelo jest wychowankiem brazylijskiego klubu Santos FC. W 2004 roku razem z zespołem U-17 Santosu zwyciężył w rozgrywkach Campeonato Paulista, które są piłkarskimi mistrzostwami brazylijskiego stanu São Paulo.
W brazylijskiej Série A zadebiutował 19 maja 2007 roku, w spotkaniu Santosu z América Natal. W 2 minucie tego spotkania zdobył swoją debiutancką bramkę w barwach Santosu, w meczu ligowym.
W Campeonato Brasileiro Série A rozegrał 41 meczów, strzelając 2 bramki. W sumie, we wszystkich rozgrywkach w barwach Santos FC wystąpił 65 razy, strzelając 3 bramki.
W 2007 roku doszedł ze swoim zespołem do półfinału Copa Libertadores, w którym Santos uległ w dwumeczu z brazylijskim Grêmio. W tym samym roku zwyciężył z Santosem w rozgrywkach Campeonato Paulista. Natomiast w 2008 roku doszedł z Santosem do ćwierćfinału Copa Libertadores.

### Wisła Kraków
31 sierpnia 2008 roku zawodnik podpisał 5-letni kontrakt z krakowską Wisłą. Przeszedł do niej na zasadzie wolnego transferu. 24 września 2008 roku zadebiutował w Wiśle Kraków w spotkaniu Pucharu Polski z Lechią II. 27 września 2008 roku Marcelo zadebiutował w Ekstraklasie, w spotkaniu z Arką Gdynia. Z krakowskim zespołem zdobył mistrzostwo Polski sezonu 2008/2009. 4 lipca 2010 roku Wisła poinformowała, że uzgodniła warunki transferu Marcelo z holenderskim klubem PSV Eindhoven.

### PSV Eindhoven
8 lipca 2010 Marcelo podpisał trzyletni kontrakt z PSV Eindhoven. Szybko wywalczył sobie miejsce w pierwszym składzie drużyny, występując w sumie w 45 meczach we wszystkich rozgrywkach w swoim pierwszym sezonie w barwach holenderskiego klubu. W sezonie 2011/2012 zdobył z PSV Puchar Holandii, a następnie wygrał z drużyną Superpuchar.

### Hannover 96
10 sierpnia 2013 Marcelo podpisał czteroletni kontrakt z Hannover 96.

## Kariera reprezentacyjna
Marcelo zaliczył cztery występy w młodzieżowej reprezentacji Brazylii U-20.

## Statystyki
(stan na 27 sierpnia 2015)
| Klub          | Sezon         | Liga          | Liga  | Liga   | Liga stanowa | Liga stanowa | Puchary krajowe | Puchary krajowe | Puchary kontynentalne | Puchary kontynentalne | Suma  | Suma   |
| Klub          | Sezon         | Liga          | Mecze | Bramki | Mecze        | Bramki       | Mecze           | Bramki          | Mecze                 | Bramki                | Mecze | Bramki |
| ------------- | ------------- | ------------- | ----- | ------ | ------------ | ------------ | --------------- | --------------- | --------------------- | --------------------- | ----- | ------ |
| Santos FC     | 2007          | Série A       | 25    | 2      | 7            | 1            | –               | –               | 7                     | 0                     | 39    | 3      |
| Santos FC     | 2008          | Série A       | 16    | 0      | 6            | 0            | –               | –               | 4                     | 0                     | 26    | 0      |
| Wisła Kraków  | 2008–2009     | Ekstraklasa   | 21    | 3      | –            | –            | 8               | 0               | 1                     | 0                     | 30    | 3      |
| Wisła Kraków  | 2009–2010     | Ekstraklasa   | 28    | 7      | –            | –            | 3               | 0               | 2                     | 0                     | 33    | 7      |
| PSV Eindhoven | 2010–2011     | Eredivisie    | 28    | 2      | –            | –            | 3               | 0               | 14                    | 1                     | 45    | 3      |
| PSV Eindhoven | 2011–2012     | Eredivisie    | 31    | 2      | –            | –            | 6               | 0               | 12                    | 0                     | 49    | 2      |
| PSV Eindhoven | 2012–2013     | Eredivisie    | 32    | 1      | –            | –            | 5               | 0               | 7                     | 1                     | 44    | 2      |
| Hannover 96   | 2013–2014     | Bundesliga    | 24    | 0      | –            | –            | 1               | 0               | 1                     | 0                     | 26    | 0      |
| Hannover 96   | 2014–2015     | Bundesliga    | 34    | 2      | –            | –            | 1               | 0               | –                     | –                     | 35    | 2      |
| Hannover 96   | 2015–2016     | Bundesliga    | 2     | 0      | –            | –            | 0               | 0               | –                     | –                     | 2     | 0      |
| Beşiktaş JK   | 2015-2016     | Süper Lig     | 14    | 2      | –            | –            | 2               | 0               | –                     | –                     | 16    | 2      |
| Beşiktaş JK   | 2016-2017     | Süper Lig     | 0     | 0      | –            | –            |                 |                 |                       |                       |       |        |
| Suma          | Santos FC     | Santos FC     | 41    | 2      | 13           | 1            | –               | –               | 11                    | 0                     | 65    | 3      |
| Suma          | Wisła Kraków  | Wisła Kraków  | 49    | 10     | –            | –            | 11              | 0               | 3                     | 0                     | 63    | 10     |
| Suma          | PSV Eindhoven | PSV Eindhoven | 91    | 5      | –            | –            | 14              | 0               | 33                    | 2                     | 138   | 7      |
| Suma          | Hannover 96   | Hannover 96   | 60    | 2      | –            | –            | 2               | 0               | 1                     | 0                     | 63    | 2      |
| Suma          | Beşiktaş JK   | Beşiktaş JK   | 14    | 2      | -            | -            | 2               | 0               | 0                     | 0                     | 16    | 2      |

## Osiągnięcia

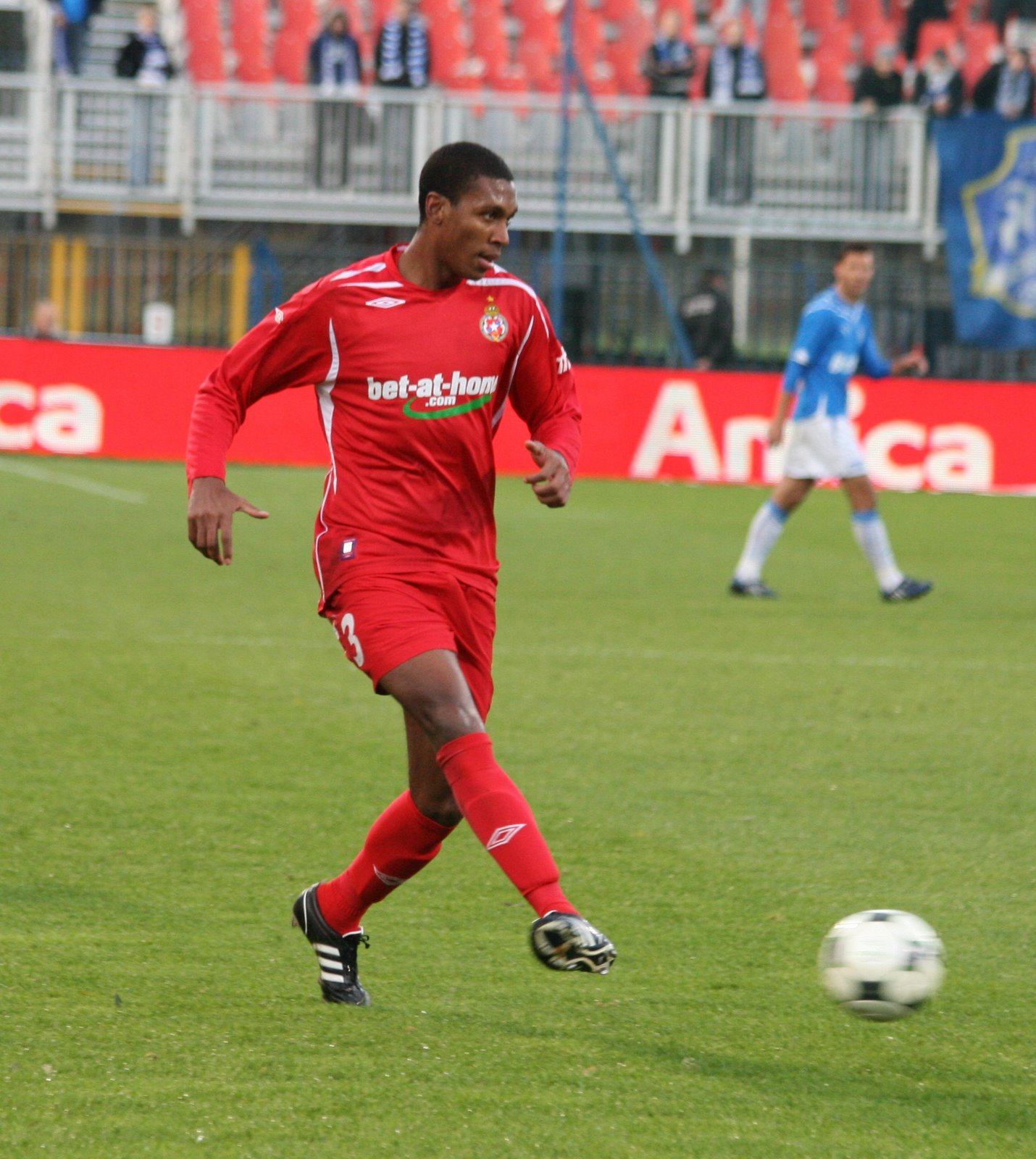
Marcelo w barwach Wisły Kraków

### Santos FC U-17
- Campeonato Paulista: 2004

### Santos FC
- Campeonato Paulista: 2007

### PSV Eindhoven
- Puchar Holandii: 2011–12
- Superpuchar Holandii: 2012

### Wisła Kraków
- Ekstraklasa: 2008–09

### Beşiktaş JK
- Süper Lig: 2016/17

### Indywidualne
- Piłkarz miesiąca w Ekstraklasie: Grudzień 2009